# Juan Jorge Argote
Juan Jorge Argote (ur. 1 stycznia 1906, zm. ?) – boliwijski piłkarz grający na pozycji pomocnika.

## Kariera klubowa
Podczas kariery klubowej grał w Club Bolívar.

## Kariera reprezentacyjna
Juan Jorge Argote grał w reprezentacji Boliwii na początku lat trzydziesiątych. Uczestniczył w mistrzostwach świata 1930. Na mundialu rozgrywanym na stadionach Urugwaju wystąpił w przegranym 0-4 meczu z reprezentacji Jugosławii.